# Gorbusza
Gorbusza (Oncorhynchus gorbuscha) – gatunek anadromicznej ryby z rodziny łososiowatych (Salmonidae).
Polska nazwa gatunkowa jest zapożyczeniem z języka rosyjskiego.

## Występowanie
Wschodnie i zachodnie wody przybrzeżne Oceanu Spokojnego oraz zlewisko Oceanu Arktycznego. Introdukowana w Iranie i w Morzu Białym. Podejmowano próby jej introdukcji do Europy.

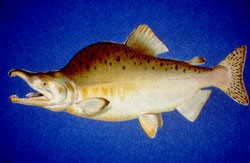
Dorosły samiec w okresie rozrodu

## Budowa
Ubarwienie i kształt ciała zmienia się z wiekiem ryby. Zasadnicza zmiana następuje po rozpoczęciu wędrówki w górę rzeki. Osiągają długość do 76 cm długości, zwykle do 50 cm, przy przeciętnej masie ciała 2–3 kg. Żywi się skorupiakami.

## Rozród
Do osiągnięcia dojrzałości płciowej (drugi rok życia) przebywają w przybrzeżnych wodach morskich. Do rzek wstępują masowo. Gorbusza jest słabo przystosowana do pobytu w wodach słodkich. Ikra może się rozwijać nawet w wodzie słonawej. Dorosłe giną po tarle. Larwy zaraz po wykluciu rozpoczynają wędrówkę w stronę morza żywiąc się larwami owadów. Gorbusza krzyżuje się z ketą (Oncorhynchus keta).

## Znaczenie gospodarcze
Poławiana gospodarczo na dużą skalę, hodowana w akwakulturze, poławiana przez wędkarzy. Jej mięso ma wysokie walory smakowe. Poszukiwanym specjałem jest czerwony kawior pozyskiwany z gorbuszy. Zakład hodowli gorbuszy istnieje w Kurilsku.